# Leonel Barrios
Leonel Barrios (n. Ciudad de Buenos Aires, Argentina; 5 de septiembre de 1993) es un futbolista argentino. Juega de delantero y su equipo actual es  Talleres (RdE), de la Primera Nacional, segunda categoría del fútbol argentino.

## Biografía

### Debut Profesional
Barrios jugó en las inferiores de Temperley, y logró su debut en la primera del club en la derrota por 1-0 frente a Defensores de Belgrano el 12 de diciembre de 2011.

### Independiente
Luego de jugar algunos partidos más en el Gasolero es prestado a la reserva de Independiente, y aunque no tuvo minutos en la Primera División tuvo su debut en el Rojo frente a Arsenal, siendo derrotados por 1-0 en los octavos de final de Copa Argentina.

### Temperley
Regresó de su préstamo en Avellaneda, para volver a jugar en Temperley. A diferencia de su primer paso por el Celeste, Barrios tuvo una gran importancia en los últimos meses del campeonato 2013-14, siendo titular en casi toda la recta final del torneo. Logró el ascenso a la Primera B Nacional, jugando una de las finales del torneo Reducido frente a Platense.
Ya sin tanta continuidad, logró un nuevo ascenso, en 2014, a la Primera División, que contaría con la participación de 30 equipos.

### Dock sud
Debido a que no tuvo minutos en Primera, Barrios se fue libre en 2016 a Dock Sud, para disputar la Primera C. En el Docke convirtió el primer gol de su carrera, dándole la victoria a su equipo frente a Deportivo Merlo.

### Argentino de Quilmes
Tras un buen paso por Dock Sud, Barrios se transformó en jugador de Argentino de Quilmes, también equipo de la cuarta división. En el Mate fue uno de los titulares del equipo, logrando ser campeones de la Primera C 2018-19, y ascendiendo a la Primera B, después de 15 años.
En la actual temporada, Barrios fue titular en la mayoría de partidos, jugando 14 de 17 partidos, y convirtiendo un gol frente a Sacachispas.

### Excursionistas, Campeón y Goleador
Luego de su paso por Argentino de Quilmes barrios sería traspasado en la temporada 2022 al conjunto villero del bajo Belgrano, Excursionistas, aquí se desempeñaría como un extremo teniendo un gran año en el club llegando a octavos del reducido ante Laferrere, dicho encuentro se lo llevaría el equipo rival por 2-1.
Al año siguiente en la temporada 2023 y con la salida de Santiago Gómez, ahora el delantero tomaría el rol de 9, reemplazando a su antiguo compañero. Este no solo sería el mejor año para Barrios sino que se volvería una de las temporadas más históricas del verde, ya que serían campeones por segunda vez en la categoría en un partidazo ante San Martin de Burzaco para el desempate del campeonato en el Estadio Único Diego Armando Maradona en La Plata; en ese año Leonel convertiría 16 goles siendo el goleador del equipo y el de la categoría (sin contar el reducido de ese año), no solo metio muchos goles, sino que realizó muchos pases de gol clave y un jugador muy dterminante e influyente. Por esto se convertiría, no solo en un referente del club, sino en un ídolo. Otros jugadores que apoyaron al Barrios en la obtención del título fueron, Claudio "El Sapo" Galeano siendo el segundo goleador del equipo con 8 tantos, Ian Puleio y Juan cruz Villagra, siendo los máximos anotadores del plantel detrás de los mencionados anteriormente, junto con el arquero Nahuel Cajal que fue la figura en varios encuentros; también se destaca a Gianfranco Ottaviani que anotó 5 goles en la temporada, y a Facundo Figueroa que marcó el primer gol de la temporada y el tanto ganador contra San Martin de Burzaco.
En 2024 el Leonel Barrios consiguió concretar un total de 20 goles siendo nuevamente el máximo goleador del equipo y el segundo de la categoría, ese año Excursionistas de la mano del Oso, Matias Fernández y Nahuel Cajal el verde conseguiria pelear por el título del apertura y a final de temporada conseguir clasificarse al reducido en donde quedaria eliminado contra Argentino de Quilmes en semifinales del reducido, consiguiendo así una campaña histórica. 
Ese sería el último año de Leonel en Excursionistas ya que sería traspasado a Racing de Córdoba para jugar la B Nacional del 2025. 

### Talleres (RdE)
En junio de 2025 concluye su vínculo contractual con Racing de Córdoba y se incorpora a Talleres (RdE), de la Primera Nacional.

## Clubes
|                     | Club                 | País                | Año                 | PJ  | G  |
| ------------------- | -------------------- | ------------------- | ------------------- | --- | -- |
|                     | Temperley            | Argentina           | 2011-2012           | 6   | 0  |
|                     | Independiente        | Argentina           | 2012-2013           | 1   | 0  |
|                     | Temperley            | Argentina           | 2013-2015           | 21  | 0  |
|                     | Dock Sud             | Argentina           | 2016-2018           | 80  | 1  |
|                     | Argentino de Quilmes | Argentina           | 2018-2021           | 85  | 4  |
|                     | Excursionistas       | Argentina           | 2022-2024           | 111 | 41 |
|                     | Racing de Córdoba    | Argentina           | 2025                |     |    |
|                     | Talleres (RdE)       | Argentina           | 2025-Presente       | 9   | 3  |
| Total en su carrera | Total en su carrera  | Total en su carrera | Total en su carrera | 313 | 49 |

## Palmarés

### Campeonatos Nacionales
| Título    | Club                 | País      | Año  |
| --------- | -------------------- | --------- | ---- |
| Primera C | Argentino de Quilmes | Argentina | 2019 |
| Primera C | Excursionistas       | Argentina | 2023 |

### Ascensos
| Ascenso              | Club      | País      | Año     |
| -------------------- | --------- | --------- | ------- |
| A Primera B Nacional | Temperley | Argentina | 2013-14 |
| A Primera División   | Temperley | Argentina | 2014    |